# سیستم پیمان جنوبگان
به پیمان جنوبگان و هر توافق مرتبط با آن، به‌طور کلی سیستم پیمان جنوبگان گفته می‌شود که روابط بین‌المللی بر سر جنوبگان (تنها قاره فاقد سکنه بومی) را تنظیم می‌کند. برای دستیابی به اهداف این پیمان، جنوبگان به صورت منطقه سنگی و کلیه یخ‌تاق‌ها در پایین‌تر از مدار ۶۰ درجه جنوبی تعریف شده‌است. بر اساس این پیمان، جنوبگان تنها منطقه‌ای برای تحقیقات علمی است و هر گونه فعالیت نظامی و ادعای مالکیت در آن ممنوع است. این پیمان، نخستین پیمان کنترل تسلیحات در زمان جنگ سرد است. دفتر این پیمان از سپتامبر سال ۲۰۰۴ در بوئنوس آیرس آرژانتین قرار دارد.
این پیمان از سال ۱۹۵۹ و به دنبال ادعا مالکیت آرژانتین بر جنوبگان ظهور پیدا کرد. قدرت‌های بزرگ (ایالات متحده آمریکا، اتحاد جماهیر سوسیالیستی شوروی و پادشاهی متحد بریتانیا) تصمیم گرفتند که با ایجاد معاهده‌ای مانع از سلطه کشورها بر جنوبگان شوند.
این پیمان در یکم دسامبر ۱۹۵۹ به امضا شده‌است و در ۲۳ ژوئن ۱۹۶۱ به اجرا درآمده. در ابتدا تنها ۱۲ کشو فعال در پروژه سال ژئوفیزیک بین‌الملل (از ژوئن ۱۹۵۷ تا دسامبر ۱۹۵۸) شامل ایالات متحده آمریکا، اتحاد جماهیر سوسیالیستی شوروی، پادشاهی متحد بریتانیا، آرژانتین، استرالیا، بلژیک، شیلی، فرانسه، ژاپن، نیوزیلند، نروژ و آفریقای جنوبی آن را امضا کردند. این کشورها ۵۰ ایستگاه تحقیقاتی در جنوبگان ایجاد کرده‌اند. این پیمان، بیانی دیپلماتیک از همکاری علمی و عملی است که اصطلاحاً «بر روی یخ» به دست آمده‌است. تا سال ۲۰۱۹، ۵۴ کشور آن را امضا کرده‌اند.

## پیشینه و اهمیت موضوع
تحولات و توسعه‌های صورت‌گرفته در جامعه بین‌المللی در دهه‌های اخیر نشان داده‌است که شاید دیگر نتوان ناحیه‌ای را بر روی سطح کره زمین پیدا کرد که کشورهای جهان نسبت به آن بی‌تفاوت باشند. ویژگی‌های منحصر به فرد موجود در جنوبگان نیز باعث شده‌است که این منطقه جایگاه ویژه‌ای را در نزد کشورهای جهان و به ویژه کشورهای در حال توسعه به دست آورد. در این راستا، بررسی مسائل حقوقی مربوط به جنوبگان و نقد و بررسی نظام حقوق موجود در آن از نکات اساسی مطرح در خصوص جنوبگان است. در دو قرن اخیر، حضور کاشفان برخی از کشورها در جنوبگان یا دلایلی همچون مجاورت، به عنوان توجیهاتی برای طرح ادعاهای کشورهای معدودی نسبت به سرزمین‌های قاره جنوبگان مورد استفاده واقع شده‌است. وضعیت منحصر به فرد جنوبگان به گونه‌ای است که می‌تواند این منطقه را در دسته نواحی همچون بستر و زیر بستر دریاهای آزاد و فضای بیرونی قرار دهد که به دلیل ویژگی‌هایش از سوی جامعه جهانی به عنوان مناطق تابع نظام حقوقی میراث مشترک بشریت به رسمیت شناخته شده‌است. بنابراین جنوبگان تابع حقوقی ناشی از آن یا برداشت تعدیل شده‌ای از آن قرار می‌گیرد، به گونه‌ای که هم منافع دولت‌های مدعی و هم جامعه جهانی در جنوبگان تأمین و تضمین گردند.

## مفاد
بندهای چهارده‌گانهٔ پیمان عبارتند از:
- مادهٔ ۱: منطقهٔ جنوبگان فقط برای مقاصد صلح‌آمیز استفاده می‌شود. فعالیت‌های نظامی، مانند آزمایش سلاح، ممنوع است؛ اما استفاده از پرسنل و تجهیزات نظامی برای تحقیقات علمی یا هر هدف صلح‌آمیز دیگری ممکن است.
- مادهٔ ۲: آزادی تحقیقات و همکاری‌های علمی برای همهٔ کشورها
- مادهٔ ۳: تبادل آزادانهٔ اطلاعات و پرسنل در همکاری با سازمان ملل متحد و دیگر سازمان‌های بین‌المللی
- مادهٔ ۴: این پیمان، اختلافات یا ادعای تمامیت ارضی یا هیچ ادعای حاکمیتی را به رسمیت نمی‌شناسد. همچنین در زمان اجرای این پیمان، هیچ گونه ادعای مالکیت نویی بر جنوبگان قابل قبول نیست.
- مادهٔ ۵: این پیمان آزمایش‌های هسته‌ای یا دفع هرگونه ضایعات هسته‌ای را در قطب ممنوع می‌کند.
- مادهٔ ۶: جغرافیای پیمان شامل زمین و یخ‌تاق‌ها، به جز آب‌های اطراف آن‌ها، در مدار پایین‌تر از ۶۰ درجهٔ جنوبی است.
- مادهٔ ۷: ناظران و پژوهش‌گران کشورهای عضو پیمان، دسترسی آزاد به هر منطقه برای نظارت (از جمله نظارت هوایی) دارند و می‌توانند از تمام ایستگاه‌ها، تأسیسات و تجهیزات بازدید کنند، نسبت به فعالیت‌های انجام شده هشدار دهند و پرسنل نظامی باید پیش از ورود به ناظران معرفی شوند.
- مادهٔ ۸: به دولت‌ها اجازه می‌دهد تا بر رفتار و عملکرد دانشمندان کشور خود در منطقه نظارت داشته باشند.
- مادهٔ ۹: برگزاری نشست‌های شورایی مرتب میان کشورهای عضو
- مادهٔ ۱۰: تمام کشورهای پیمان، می‌توانند فعالیت‌های هر کشور در قطب جنوب که برخلاف این پیمان است را مورد اعتراض قرار دهند
- مادهٔ ۱۱: تمام اختلافات باید به روش مسالمت‌آمیز میان طرف‌های مربوط حل شود یا در نهایت با مراجعه به دیوان بین‌المللی دادگستری حل و فصل شود
- ماده‌های ۱۲، ۱۳ و ۱۴: مربوط به روش تعامل، تفسیر و اصلاح این پیمان میان کشورهای عضو می‌شود.

هدف اصلی از سیستم پیمان جنوبگان حصول اطمینان در استفاده از منابع طبیعی جنوبگان در جهت منافع نوع بشر برای همیشه و منحصراً برای مقاصد صلح‌آمیز است. همچنین می‌گوید که جنوبگان نباید تبدیل به صحنه یا موضوع تفرقهٔ بین‌المللی و محل هر گونه اقدام نظامی باشد، اما حضور پرسنل نظامی برای مقاصد علمی مشکلی ندارد.

## دیگر توافقات

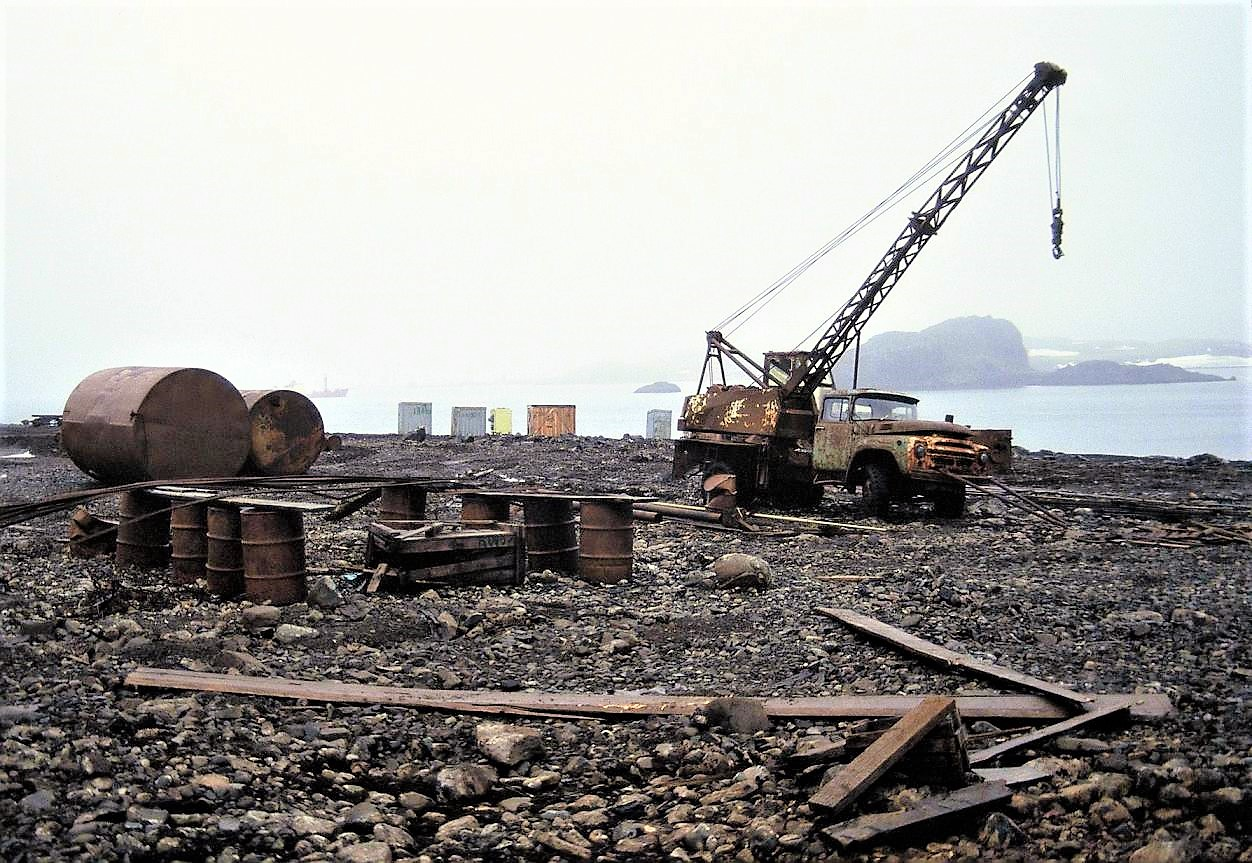
تخلیهٔ زباله با ریختن آن در ساحل دریا در کمپ روسی بِلینگزهازِن در جزیرهٔ شاه جورج. امروزه به دلیل وجود «پروتکل حفاظت از محیط زیست جنوبگان» این کار ممکن نیست.

بعضی از ۲۰۰ پیشنهادی که در مجمع شورای پیمان پذیرفته و توسط دولت‌ها تصویب شده‌اند شامل موارد زیر می‌شوند:
- اقدامات مورد توافق برای حفاظت از گیاهان و جانوران جنوبگان (معرفی شده در ۱۹۶۴ و اجرا شده در ۱۹۸۲)
- پیمان حفاظت از خوک‌های دریایی جنوبگان (معرفی شده در ۱۹۷۲)
- پیمان حفاظت از منابع دریایی زنده جنوبگان (معرفی شده در ۱۹۸۲)[۵]
- پیمان تنظیم فعالیت‌های انجام شده برای دستیابی به منابع معدنی جنوبگان (در ۱۹۸۸ امضا شده ولی تاکنون اجرایی نشده)
- پروتکل حفاظت از محیط زیست جنوبگان در ۴ اکتبر ۱۹۹۱ امضا و در ۱۴ ژانویهٔ ۱۹۹۸ اجرایی شد. این توافق تلاش در حفاظت از محیط زیست و جلوگیری از ایجاد آلودگی در ۵ ضمیمه ویژه دربارهٔ آلودگی دریایی، گیاهان و جانوران، ارزیابی اثرات زیست‌محیطی، دفع زباله و مناطق حفاظت شده دارد. این توافق هر گونه فعالت برای دستیابی به منابع معدنی به غیر از اهداف علمی را منع می‌کند. در سال ۲۰۰۵ ضمیمهٔ ششم دربارهٔ مسئولیت ناشی از شرایط اضطراری زیست‌محیطی پذیرفته شد که تاکنون اجرای نشده‌است.

## مجمع
مجمع سالانهٔ شورای مشورتی پیمان جنوبگان، انجمنی بین‌المللی برای پذیرش و مدیریت جنوبگان است. تنها ۲۹ کشور از ۵۳ کشور حق تصمیم‌گیری در این مجمع را دارند و ۲۴ کشور می‌توانند در آن شرکت کنند. اعضای دارای حق تصمیم «کشورهای مشاور» نام دارند که افزون بر ۱۲ کشور اصلی امضاکنندهٔ پیمان، ۱۷ کشور دیگر نیز هستند که تمایل خود را برای شرکت در نشست‌ها با انجام فعالیت‌های علمی قابل توجه نشان داده‌اند.
کشور ایران در این مجمع حضور ندارد 

## اعضا

در حال حاضر 56 کشور، عضو رسمی این پیمان هستند که از آن میان، ۲۹ کشور (شامل ۱۲ کشور اولیه) در آن حق رای دارند. اعضای مشاور شامل ۷ کشور می‌شود که ادعای مالکیت بر بعضی مناطق جنوبگان را دارند. ۴۶ عضو بدون ادعای مالکیت، ادعاهای مالکیت میان خود و کشورهای غیر عضو را نمی‌پذیرند. 27 کشور اعضا غیر مشورتی می باشند

## کشورهای عضو پیمان
| نام کشور              | تاریخ امضای پیمان | تاریخ تصویب یا الحاق | تاریخ عضویت به صورت مشاور | توضیح |
| --------------------- | ----------------- | -------------------- | ------------------------- | --- |
| آرژانتین*             | ۱ دسامبر ۱۹۵۹     | ۲۳ ژوئن ۱۹۶۱         | ۲۳ ژوئن ۱۹۶۱              | |
| استرالیا*             | ۱ دسامبر ۱۹۵۹     | ۲۳ ژوئن ۱۹۶۱         | ۲۳ ژوئن ۱۹۶۱              | |
| اتریش                 | امضا نکرده‌است     | ۲۵ اوت ۱۹۸۷          |                           | |
| بلاروس                | امضا نکرده‌است     | ۲۷ دسامبر ۲۰۰۶       |                           | |
| بلژیک                 | ۱ دسامبر ۱۹۵۹     | ۲۶ ژوئیه ۱۹۶۰        | ۲۳ ژوئن ۱۹۶۱              | |
| برزیل                 | امضا نکرده‌است     | ۱۶ مه ۱۹۷۵           | ۲۷ سپتامبر ۱۹۸۳           | |
| بلغارستان             | امضا نکرده‌است     | ۱۱ سپتامبر ۱۹۷۸      | ۵ ژوئن ۱۹۹۸               | |
| کانادا                | امضا نکرده‌است     | ۴ مه ۱۹۸۸            |                           | |
| شیلی*                 | ۱ دسامبر ۱۹۵۹     | ۲۳ ژوئن ۱۹۶۱         | ۲۳ ژوئن ۱۹۶۱              | |
| چین                   | امضا نکرده‌است     | ۸ ژوئن ۱۹۸۳          | ۷ اکتبر ۱۹۸۵              | |
| کلمبیا                | امضا نکرده‌است     | ۳۱ ژانویه ۱۹۸۹       |                           | |
| کوبا                  | امضا نکرده‌است     | ۱۶ اوت ۱۹۸۴          |                           | |
| جمهوری چک             | امضا نکرده‌است     | ۱ ژانویه ۱۹۹۳        | ۱ آوریل ۲۰۱۴              | به صورت چکسلواکی از ۱۴ ژوئن ۱۹۶۲                                                                                          |
| دانمارک               | امضا نکرده‌است     | ۲۰ مه ۱۹۶۵           |                           | |
| اکوادور               | امضا نکرده‌است     | ۱۵ سپتامبر ۱۹۸۷      | ۱۹ نوامبر ۱۹۹۰            | |
| استونی                | امضا نکرده‌است     | ۱۷ مه ۲۰۰۱           |                           | |
| فنلاند                | امضا نکرده‌است     | ۱۵ مه ۱۹۸۴           | ۲۰ اکتبر ۱۹۸۹             | |
| فرانسه*               | ۱ دسامبر ۱۹۵۹     | ۱۶ سپتامبر ۱۹۶۰      | ۲۳ ژوئن ۱۹۶۱              | |
| آلمان*                | امضا نکرده‌است     | ۵ فوریه ۱۹۷۹         | ۳ مارس ۱۹۸۱               | این تاریخ مربوط به آلمان غربی است. آلمان شرقی آن را در ۱۹ نوامبر ۱۹۷۴ امضا کرد و در ۵ اکتبر ۱۹۸۷ به صورت عضو مشاور درآمد. |
| یونان                 | امضا نکرده‌است     | ۸ ژانویه ۱۹۸۷        |                           | |
| گواتمالا              | امضا نکرده‌است     | ۳۱ ژوئیه ۱۹۹۱        |                           | |
| مجارستان              | امضا نکرده‌است     | ۲۷ ژانویه ۱۹۸۴       |                           | |
| ایسلند                | امضا نکرده‌است     | ۱۳ اکتبر ۲۰۱۵        |                           | |
| هند                   | امضا نکرده‌است     | ۱۹ اوت ۱۹۸۳          | ۱۲ سپتامبر ۱۹۸۳           | |
| ایتالیا               | امضا نکرده‌است     | ۱۸ مارس ۱۹۸۱         | ۵ اکتبر ۱۹۸۷              | |
| ژاپن                  | ۱ دسامبر ۱۹۵۹     | ۴ اوت ۱۹۶۰           | ۲۳ ژوئن ۱۹۶۱              | |
| قزاقستان              | امضا نکرده‌است     | ۲۷ ژانویه ۲۰۱۵       |                           | |
| مالزی                 | امضا نکرده‌است     | ۳۱ اکتبر ۲۰۱۱        |                           | |
| موناکو                | امضا نکرده‌است     | ۳۱ مه ۲۰۰۸           |                           | |
| مغولستان              | امضا نکرده‌است     | ۲۳ مارس ۲۰۱۵         |                           | |
| هلند                  | امضا نکرده‌است     | ۳۰ مارس ۱۹۶۷         | ۱۹ نوامبر ۱۹۹۰            | |
| نیوزیلند*             | ۱ دسامبر ۱۹۵۹     | ۱ نوامبر ۱۹۶۰        | ۲۳ ژوئن ۱۹۶۱              | |
| کره شمالی             | امضا نکرده‌است     | ۲۱ ژانویه ۱۹۸۷       |                           | |
| نروژ*                 | ۱ دسامبر ۱۹۵۹     | ۲۴ اوت ۱۹۶۰          | ۲۳ ژوئن ۱۹۶۱              | |
| پاکستان               | امضا نکرده‌است     | ۱ مارس ۲۰۱۲          |                           | |
| پاپوآ گینه نو         | امضا نکرده‌است     | ۱۶ مارس ۱۹۸۱         |                           | زیر نظر استرالیا که در ۱۶ سپتامبر ۱۹۷۵ پیمان را به اجرا درآورد                                                            |
| پرو                   | امضا نکرده‌است     | ۱۰ آوریل ۱۹۸۱        | ۹ اکتبر ۱۹۸۹              | |
| لهستان                | امضا نکرده‌است     | ۸ ژوئن ۱۹۶۱          | ۲۹ ژوئیه ۱۹۷۷             | |
| پرتغال                | امضا نکرده‌است     | ۲۹ ژانویه ۲۰۱۰       |                           | |
| رومانی                | امضا نکرده‌است     | ۱۵ سپتامبر ۱۹۷۱      |                           | |
| روسیه**               | ۱ دسامبر ۱۹۵۹     | ۲ نوامبر ۱۹۶۰        | ۲۳ ژوئن ۱۹۶۱              | به صورت اتحاد جماهیر شوروی.                                                                                               |
| اسلواکی               | امضا نکرده‌است     | ۱ ژانویه ۱۹۹۳        |                           | به صورت چکسلواکی از ۱۴ ژوئن ۱۹۶۲                                                                                          |
| آفریقای جنوبی         | ۱ دسامبر ۱۹۵۹     | ۲۱ ژوئن ۱۹۶۰         | ۲۳ ژوئن ۱۹۶۱              | |
| کره جنوبی             | امضا نکرده‌است     | ۲۸ نوامبر ۱۹۸۶       | ۹ اکتبر ۱۹۸۹              | |
| اسپانیا               | امضا نکرده‌است     | ۳۱ مارس ۱۹۸۲         | ۲۱ سپتامبر ۱۹۸۸           | |
| سوئد                  | امضا نکرده‌است     | ۲۴ آوریل ۱۹۸۴        | ۲۱ سپتامبر ۱۹۸۸           | |
| سوئیس                 | امضا نکرده‌است     | ۱۵ نوامبر ۱۹۹۰       |                           | |
| ترکیه                 | امضا نکرده‌است     | ۲۴ ژانویه ۱۹۹۶       |                           | |
| اوکراین               | امضا نکرده‌است     | ۲۸ اکتبر ۱۹۹۲        | ۴ ژوئن ۲۰۰۴               | |
| بریتانیا*             | ۱ دسامبر ۱۹۵۹     | ۳۱ مه ۱۹۶۰           | ۲۳ ژوئن ۱۹۶۱              | |
| ایالات متحده آمریکا** | ۱ دسامبر ۱۹۵۹     | ۱۸ اوت ۱۹۶۰          | ۲۳ ژوئن ۱۹۶۱              | |
| اروگوئه               | امضا نکرده‌است     | ۱۱ ژانویه ۱۹۸۰       | ۷ اکتبر ۱۹۸۵              | |
| ونزوئلا               | امضا نکرده‌است     | ۲۴ مه ۱۹۹۹           |                           | |

* کشورهای مدعی مالکیت.
** حق ادعای مالکیت را برای خود محفوظ دارند.

## نقشهٔ مناطق مورد ادعای مالکیت
| تاریخ ادعا | نام کشور          | قلمرو                                     | مختصات قلمرو                                                                                      | نقشه                                             |
| ---------- | ----------------- | ----------------------------------------- | ------------------------------------------------------------------------------------------------- | ------------------------------------------------ |
| ۱۹۰۸       | بریتانیا          | قلمرو جنوبگان بریتانیا                    | ۲۰ درجه باختری تا ۸۰ درجه باختری                                                                  | Antarctica,_United_Kingdom_territorial_claim.svg |
| ۱۹۲۳       | نیوزیلند          | قلمرو وابسته راس                          | ۱۵۰درجه باختری تا ۱۶۰ درجه خاوری                                                                  | Antarctica,_New_Zealand_territorial_claim.svg    |
| ۱۹۲۴       | فرانسه            | سرزمین ادلی                               | ۱۴۲ درجه و ۲ دقیقه خاوری تا ۱۳۶ درجه و ۱۱ دقیقه خاوری                                             | Antarctica,_France_territorial_claim.svg         |
| ۱۹۲۹       | نروژ              | جزیره پتر یکم                             | ۶۸°۵۰′ جنوبی ۹۰°۳۵′ غربی / ۶۸٫۸۳۳°جنوبی ۹۰٫۵۸۳°غربی                                               | Antarctica_Peter_I_Island.png                    |
| ۱۹۳۳       | استرالیا          | قلمرو جنوبگان استرالیا                    | ۱۶۰درجه خاوری تا ۱۴۲ درجه و ۲ دقیقه خاوری و ۱۳۶ درجه و ۱۱ دقیقه خاوری تا ۴۴ درجه و ۳۸ دقیقه خاوری | Antarctica,_Australia_territorial_claim.svg      |
| ۱۹۳۹       | نروژ              | سرزمین شهبانو ماود                        | ۴۴°۳۸' خاوری تا ۲۰ درجه باختری                                                                    |                                                  |
| ۱۹۴۰       | شیلی              | قلمرو جنوبگان شیلی                        | ۵۳ درجه باختری تا ۹۰ درجه باختری                                                                  | Antarctica,_Chile_territorial_claim.svg          |
| ۱۹۴۳       | آرژانتین          | جنوبگان آرژانتین                          | ۲۵ درجه باختری تا ۷۴ درجه باختری                                                                  | Antarctica,_Argentina_territorial_claim.svg      |
| –          | بدون ادعای مالکیت | منطقه بدون ادعای مالکیت (سرزمین ماری برد) | ۹۰درجه باختری تا ۱۵۰درجه باختری (به غیر از جزیره پتر یکم)                                         | Antarctica,_unclaimed.svg                        |

## دبیرخانه
با تصویب مجمع شورای پیمان جنوبگان، دبیرخانهٔ پیمان از سپتامبر سال ۲۰۰۴ در بوئنوس آیرس آرژانتین قرار دارد.
فعالیت‌های دبیرخانه به‌طور شامل موارد زیر است:
- پشتیبانی از نشست‌های شورایی پیمان و جلسات کمیتهٔ حفاظت از محیط زیست
- ایجاد تبادل اطلاعات میان اعضا بر اساس مفاد پیمان
- جمع‌آوری، ذخیره‌سازی، مرتب‌سازی و انتشار اسناد مجمع شورا
- آگاهی رساندن به عموم مردم دربارهٔ سیستم پیمان و فعالیت‌های انجام شده در جنوبگان

## نظام حقوقی
جنوبگان جمعیت ثابتی ندارد و افراد حاضر در آن، شهروندان کشورهای دیگر هستند؛ بنابراین هیچ شهروند و دولت رسمی ندارد. بیشتر مناطق جنوبگان تحت ادعای مالکیت چند کشور معدود هستند و تنها سرزمینی بین نصف‌النهار ۹۰ درجه غربی تا نصف‌النهار ۱۵۰ درجه غربی تاکنون تحت ادعای مالکیت قرار نگرفته‌است. در سال ۲۰۱۵ تصمیم نروژ به پس گرفتن ادعای مالکیت خود کرد. این خبر هرگز به صورت رسمی اعلام نشد. اما در همان سال بر منطقه‌ای بین سرزمین شهبانو ماود و قطب جنوب ادعای مالکیت کرد. کشورهای عضو پیمان جنوبگان و پروتکل‌های حفاظت از محیط زیستی آن، قطعنامه‌ها و تصمیمات این پیمان را بر اساس قوانین ملی خود اجرا می‌کنند. این قوانین، تنها برای شهروندان خود کشورها برای دستیابی به تصمیم‌های گرفته شده از سوی «کشورهای مشاور» بکار می‌روند. بعضی از این تصمیم‌ها عبارتند از: «کدام فعالیت‌ها قابل قبول هستند، مشارکت در کدام فعالیت‌ها نیاز به دریافت مجوز دارند و براورد تأثیرات زیست‌محیطی پیش از انجام فعالیت». پیمان جنوبگان در اغلب موارد به صورت نمونه‌ای از اصول میراث مشترک بشریت شناخته می‌شود.

### آرژانتین
بر اساس مقررات آرژانتین، هر جُرمی که تا شعاع ۵۰ کیلومتری کمپ‌های این کشور اتفاق بیفتد باید در شهر اوشوایا در ایالت تیرا دل فوئگو به آن رسیدگی شود. اگر کسی در منطقه‌ای که مشترکاً بین آرژانتین، شیلی و بریتانیا مرتکب جرم شود می‌تواند درخواست کند که توسط دادگاه آرژانتینی محاکمه شود.

### استرالیا
استرالیا بیش از دو دهه پیش از تنظیم پیمان جنوبگان بر مناطقی از آن ادعای حاکمیت داشت و قوانینی را برای چگونگی رفتار اتباع خود در آن وضع کرده بود. در صورت وقوع جرم در مناطق تحت ادعای مالکیت آن، قوانین حاکم بر قلمروی خلیج جرویس اجرا خواهند شد. اصلی‌ترین مصوبات برای قوانین جنوبگان در این کشور ۱) لایحه قلمرو جنوبگان (۱۹۶۰) ۲) لایحه قلمرو جنوبگان در حفاظت از محیط زیست (۱۹۸۰) و ۳) لایحه پیمان حفاظت از منابع زنده جنوبگان (۱۹۸۱) هستند.

### آمریکا
در صورت وقع جرائمی مانند قتل که توسط اتباع این کشور یا علیه آن‌ها در مناطقی که تحت ادعای مالکیت کشور دیگری نیست قانون اساسی آمریکا اعمال می‌شود. به همین دلیل هم‌اکنون دولت این کشور خدمات مارشال‌های ایالات متحده آمریکا را در جنوبگان فراهم کرده تا در صورت لزوم، قوانین خود را اعمال کند.
بعضی قوانین آمریکا مستقیماً برای جنوبگان وضع شده‌اند. برای نمونه، لایحه پیمان جنوبگان برای جرائم لیست شده در زیر بر اساس عرف یا قانون، مجازات مدنی و کیفری در نظر گرفته‌است:
- اسیر کردن پستانداران یا پرندگان جنوبگان
- وارد کردن گیاهان و جانوران غیر بومی به منطقه
- ورود بدون اجازه به مناطق ممنوعه یا تحقیقاتی
- تخلیه زباله در خشکی یا آب‌های قطبی
- وارد کردن بعضی چیزهای خاص جنوبگان به خاک آمریکا

زیر پا گذاشتن قوانین لایحه پیمان جنوبگان می‌تواند جریمه‌ای تا ۱۰٬۰۰۰ دلار آمریکا و ۱ سال زندان داشته باشد. وزارت بازرگانی ایالات متحده آمریکا، وزارت خزانه‌داری ایالات متحده آمریکا، وزارت ترابری ایالات متحده آمریکا و وزارت امور خارجه ایالات متحده آمریکا مشترکاً مسئول اجرای این پیمان هستند. اجرای این لایحه نیاز به سفر مأموران دفتر امور اقیانوس‌ها و قطبی وزارت امور خارجه به جنوبگان و ارائه گزارش‌های برنامه‌های حقوقی خود به کشورهای دیگر بر اساس پیمان جنوبگان دارد.

### نیوزلند
در سال ۲۰۰۶ پلیس نیوزلند اعلام کرد که مسائل حقوقی مانع گرفتن حکم قضایی برای کسب شهادت از شاهدان بالقوه آمریکایی در قتل رادنی مارکز در ماه مه سال ۲۰۰۰ در قطب جنوب بر اثر مسمومیت شده‌است.

### آفریقای جنوبی
قوانین آفریقای جنوبی شامل همه اتباع این کشور در جنوبگان می‌شود و در صورت وقوع جرم، در دادگاه بدوی در کیپ‌تاون محاکمه می‌شوند. بر اساس منشور جرائم پیمان جنوبگان، مسافرانی که از راه این کشور راهی جنوبگان می‌شوند نیز باید در دادگاه بدوی کیپ تاون محاکمه شوند.